# アナみ〜て
『アナみ〜て』（アナみーて）は、新潟テレビ21で放送されている番宣番組である。

## 放送時間
不定。2008年現在は、クロージング終了後の『UXインフォメーション』内。

## 番組内容
同局の会議室でアナウンサーによる番組宣伝（主にテレビ朝日製作番組が対象）。アナウンサーが「以上○○○○（アナウンサー）でした。アナみ〜て」で締める。

## 出演者
- 村山朋彦
- 宮里伸哉
- 三河かおり
- 内山知子

ほか
| スタブアイコン | サブスタブ | この項目は、まだ閲覧者の調べものの参照としては役立たない、テレビ番組に関連した書きかけの項目です。この項目を加筆・訂正などしてくださる協力者を求めています（P:テレビ/PJ:放送または配信の番組）。 |